# Colona floribunda
Colona floribunda là một loài thực vật có hoa trong họ Cẩm quỳ. Loài này được (Kurz) Craib mô tả khoa học đầu tiên năm 1925.